# العلاقات السورينامية الليتوانية
العلاقات السورينامية الليتوانية هي العلاقات الثنائية التي تجمع بين سورينام وليتوانيا.

## مقارنة بين البلدين
هذه مقارنة عامة ومرجعية للدولتين:
| وجه المقارنة                                              | سورينام                        | ليتوانيا                                                    |
| --------------------------------------------------------- | ------------------------------ | ----------------------------------------------------------- |
| المساحة (كم2)                                             | 163.27 ألف                     | 65.30 ألف                                                   |
| عدد السكان (نسمة)                                         | 563.40 ألف                     | 2.79 مليون                                                  |
| الكثافة السكانية (ن./كم²)                                 | 3.45                           | 42.73                                                       |
| العاصمة                                                   | باراماريبو                     | فيلنيوس، كاوناس                                             |
| اللغة الرسمية                                             | اللغة الهولندية                | اللغة الليتوانية                                            |
| العملة                                                    | دولار سورينامي، غيلدر سورينامي | ليتاس ليتواني، يورو                                         |
| الناتج المحلي الإجمالي (بليون دولار)                      | 3.32 مليار                     | 47.17 مليار                                                 |
| الناتج المحلي الإجمالي (تعادل القوة الشرائية) بليون دولار | 9.07 مليار                     | 84.06 مليار                                                 |
| الناتج المحلي الإجمالي الاسمي للفرد دولار أمريكي          | 9.48 ألف                       | 14.15 ألف                                                   |
| الناتج المحلي الإجمالي للفرد دولار أمريكي                 | 16.64 ألف                      | 27.69 ألف                                                   |
| مؤشر التنمية البشرية                                      | 0.714                          | 0.839                                                       |
| رمز المكالمات الدولي                                      | +597                           | +370                                                        |
| رمز الإنترنت                                              | .sr                            | .lt                                                         |
| المنطقة الزمنية                                           | 00                             | ت ع م+02:00، ت ع م+03:00، أوروبا/فيلنيوس ‏، توقيت شرق أوروبا |

## منظمات دولية مشتركة
يشترك البلدان في عضوية مجموعة من المنظمات الدولية، منها:
| علم المنظمة | اسم المنظمة                        | تاريخ انضمام سورينام | تاريخ انضمام ليتوانيا |
| ----------- | ---------------------------------- | -------------------- | --------------------- |
|             | يونسكو                             | 16 يوليو 1976        | 7 أكتوبر 1991         |
|             | وكالة ضمان الاستثمار متعدد الأطراف | 2 يوليو 2003         | 8 يونيو 1993          |
|             | الأمم المتحدة                      | 4 ديسمبر 1975        | 17 سبتمبر 1991        |
|             | الاتحاد البريدي العالمي            | ?                    | ?                     |
|             | البنك الدولي للإنشاء والتعمير      | 27 يونيو 1978        | 6 يوليو 1992          |
|             | الاتحاد الدولي للاتصالات           | 15 يوليو 1976        | 1 يوليو 1923          |
|             | منظمة حظر الأسلحة الكيميائية       | ?                    | ?                     |
|             | مؤسسة التمويل الدولية              | 1 سبتمبر 2011        | 15 يناير 1993         |
|             | منظمة التجارة العالمية             | ?                    | ?                     |
|             | منظمة الشرطة الجنائية الدولية      | ?                    | ?                     |

## وصلات خارجية
- موقع وزارة الخارجية السورينامية
- موقع وزارة الخارجية الليتوانية